# Exhalimolobos burkartii
Exhalimolobos burkartii là một loài thực vật có hoa trong họ Cải. Loài này được (Romanczuk & Boelcke) Al-Shehbaz & C.D.Bailey mô tả khoa học đầu tiên năm 2007.